# Zoran Zaev
Zoran Zaev (makedonsko Зоран Заев), makedonski politik in ekonomist; * 8. oktober 1974, Strumica.
Zaev je makedonski ekonomist in politik ter dvakratni predsednik vlade Severne Makedonije. Prvič je funkcijo opravljal od 31. maja 2017 do 3. januarja 2020, drugič pa  od 30. avgusta 2020 do 16. januarja 2022.
Pred vstopom v politiko je v domači Strumici vodil zasebno podjetje. V obdobju 2003–2005 je bil poslanec v parlamentu Makedonije, nato pa je kandidiral za župana Občine Strumica, to funkcijo je opravljal tri mandate, torej do leta 2016. Po odstopu Branka Crvenkovskega iz vodstva levosredinske Socialdemokratske unije Makedonije leta 2013 je bil Zaev imenovan za novega vodjo stranke.
Zaev je doživel poraz na parlamentarnih volitvah leta 2014, sprožil obtožbe prirejanja volitev in se odločil, da bo njegova stranka delovala kot neparlamentarna opozicija. Leta 2015 je objavil nezakonito pridobljene telefonske pogovore visokih državnih uradnikov, ki so vsebovali znake organiziranega kriminala. Istega leta je podpisal sporazum iz Pržina, ki je predvideval, da bo tehnična vlada izvedla predčasne državnozborske volitve leta 2016. Po teh je Zaevova stranka oblikovala parlamentarno večino z DUI in Zavezništvom za Albance, njihova koalicijska vlada pa je bila izvoljena maja 2017. Kot predsednik vlade se je zavzemal za vstop Severne Makedonije v Evropsko unijo.
Z Grčijo je podpisal Prespanski sporazum, s katerim je rešil dolgoletni spor glede imena države, ki je pripeljal do pristopnega protokola Severne Makedonije k Natu. Zaev je eden od pobudnikov Mini schengenske cone, gospodarske cone držav Zahodnega Balkana, ki naj bi zagotavljala "štiri svoboščine". Z veliko opozicijsko stranko VMRO-DPMNE se je dogovoril o predčasnih volitvah zaradi zastoja pogajanj o EU in januarja 2020 odstopil, po volitvah pa je začel svoj drugi mandat na čelu vlade.

## Mladost in izobraževanje
Zoran Zaev se je rodil 8. oktobra 1974 v Strumici. Otroštvo je preživel v vasi Murtino, saj od tam izhaja njegova kmečka družina, kasneje pa se je preselil v Strumico. Po končani osnovni in srednji šoli v domačem kraju se je vpisal na Ekonomsko fakulteto v Skopju, na kateri je diplomiral leta 1997. Zaev je na isti univerzi magistriral iz monetarne ekonomije. Z soprogo Zorico sta se poročila še v mladosti.

## Politična kariera
Zaev je leta 1996 postal član Socialdemokratske zveze Makedonije. Dvakrat je bil izvoljen za predsednika Strumiške območne uprave stranke. Med letoma 2006 in 2008 je bil podpredsednik stranke. Zmagal je na treh zaporednih lokalnih volitvah, od leta 2005 do 2016 pa je bil župan občine Strumica. Potem ko je Branko Crvenkovski leta 2013 odstopil z mesta vodje SDSM, je bil Zaev izvoljen za novega predsednika. Poleg tega je bil od leta 2003 do 2005 poslanec. Po parlamentarnih volitvah leta 2016 je oblikoval koalicijsko vlado s podporo Demokratične unije za integracijo in Zavezništva za Albance.

#### Sredinec
Po bolgarskem vetu na pristop Severne Makedonije k Evropski uniji novembra 2020 je premier Zaev v televizijskem intervjuju z novinarjem Borjanom Jovanovskim na lokalni televizijski postaji TV 21 dejal, da je "Seveda želel pokazati srednji prst Bolgarom ko je izvedel za veto." Ta komentar so kritizirali bolgarski politiki, tudi zunanja ministrica Ekaterina Zaharieva.

## Predsednik vlade

### 2017–2020
31. maja 2017 je makedonski parlament potrdil Zaeva za novega predsednika vlade. Zanj je glasovalo 62 od 120 poslancev. Glasovanje je končalo večmesečno politično krizo. Zaev je v svojem govoru predstavil program nove vlade in dejal, da bo vstop v Nato in EU njena prednostna naloga v naslednjih letih. Obljubil je tudi gospodarsko rast in konec korupcije z napovedjo "odgovorne, reformistične in evropske vlade".

### 2020–2021
Po parlamentarnih volitvah 2020 je SDSM-led "Mi lahko" koalicija dobila največ sedežev, vendar ni dosegla večine. SDSM in DUI sta 18. avgusta sporočili, da sta dosegli dogovor o koalicijski vladi in kompromis glede vprašanja predsednika vlade etničnega Albanca. Po dogovoru bo vodja SDSM Zoran Zaev imenovan za predsednika vlade in bo na tem položaju najkasneje do 100 dni do naslednjih parlamentarnih volitev (rotacijske vlade). Takrat bo DUI za predsednika vlade predlagal kandidata etničnega Albanca, in če se obe stranki o kandidatu strinjata, bo ta kandidat odslužil preostali mandat do volitev. Dne 30. avgusta je parlament potrdil koalicijo strank SDSM, DUI in Demokratske stranke Albancev.
31. oktobra 2021, kmalu po razkritju rezultatov lokalnih volitev v Skopju, je Zaev sporočil, da bo odstopil s položaja predsednika vlade Severne Makedonije in predsednika SDSM. Kasneje si je glede odstopa premislil, položaj predsednika stranke pa je od njega prevzel Dimitar Kočevarski. 22. decembra istega leta je nato Zaev uradno vložil tudi odstopno izjavo s položaja predsednika vlade. 16. januarja 2022 ga je nasledil Dimitar Kovačevski.